# Estopín
Se llama estopín a un artificio de iniciación para las cargas de artillería. Este artificio que se enciende muy fácilmente y propaga el fuego con mucha celeridad sirve para cebar ventajosamente y dar fuego a las piezas de artillería.
Antiguamente, el estopín era un trozo de carrizo o de paja gruesa relleno de un mixto que se hacía con pólvora desleída en aguardiente o en otro líquido espiritoso o una mecha de algodón impregnada en el mismo mixto.
Actualmente, se distinguen tres tipos de estopines por su forma de iniciación:
- De percusión
- De fricción
- Eléctrico